# Chrysis atraclypeata
Chrysis atraclypeata es una especie de avispa del género Chrysis, familia Chrysididae. Fue descrita por Linsenmaier en 1968. Se encuentra en España.

## Subespecies
Se reconocen las siguientes:
- Chrysis atraclypeata atraclypeata
- Chrysis atraclypeata nevadensis Linsenmaier 1987